# Cordulisantosia
Genre
Cordulisantosia est un genre de libellules de la famille des Corduliidae (sous-ordre des Anisoptères, ordre des Odonates).

## Liste d'espèces
Selon BioLib (17 janvier 2021) :
- Cordulisantosia machadoi Costa & Santos, 2000
- Cordulisantosia marschalli Costa & Santos, 1992
- Cordulisantosia newtoni Costa & Santos, 2000